# 三冕王

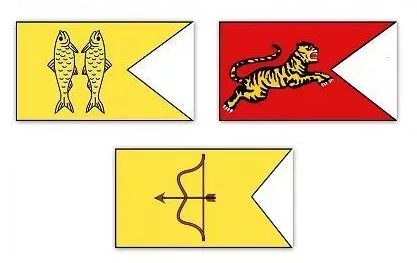
潘地亚（左上）、朱罗（右上）和哲罗（下）三国的旗帜

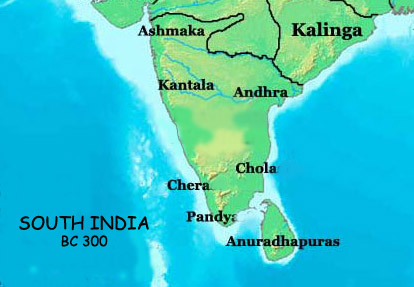
前300年的南印度

三冕王是指支配古代泰米尔人地区（泰米拉卡姆）的哲罗、朱罗和潘地亚三国的联盟。三国之间常常处于不稳定状态，彼此之间频繁交战，并从公元前6世纪—13世纪共同控制着该地区。